# Schattenbaum
|  | Dieser Artikel wurde aufgrund von formalen oder inhaltlichen Mängeln in der Qualitätssicherung Biologie im Abschnitt „Botanik“ zur Verbesserung eingetragen. Dies geschieht, um die Qualität der Biologie-Artikel auf ein akzeptables Niveau zu bringen. Bitte hilf mit, diesen Artikel zu verbessern! Artikel, die nicht signifikant verbessert werden, können gegebenenfalls gelöscht werden. Lies dazu auch die näheren Informationen in den Mindestanforderungen an Biologie-Artikel. Begründung: Hier in diesem Artikel wird fast nur die Verwendung im ökologischen Kaffeeanbau dargestellt. Dies ist eine sehr eingeschränkte Darstellung dieses Begriffes. So spricht man auch von Schattenbäumen bei schattenspendenden Zierbäumen. |

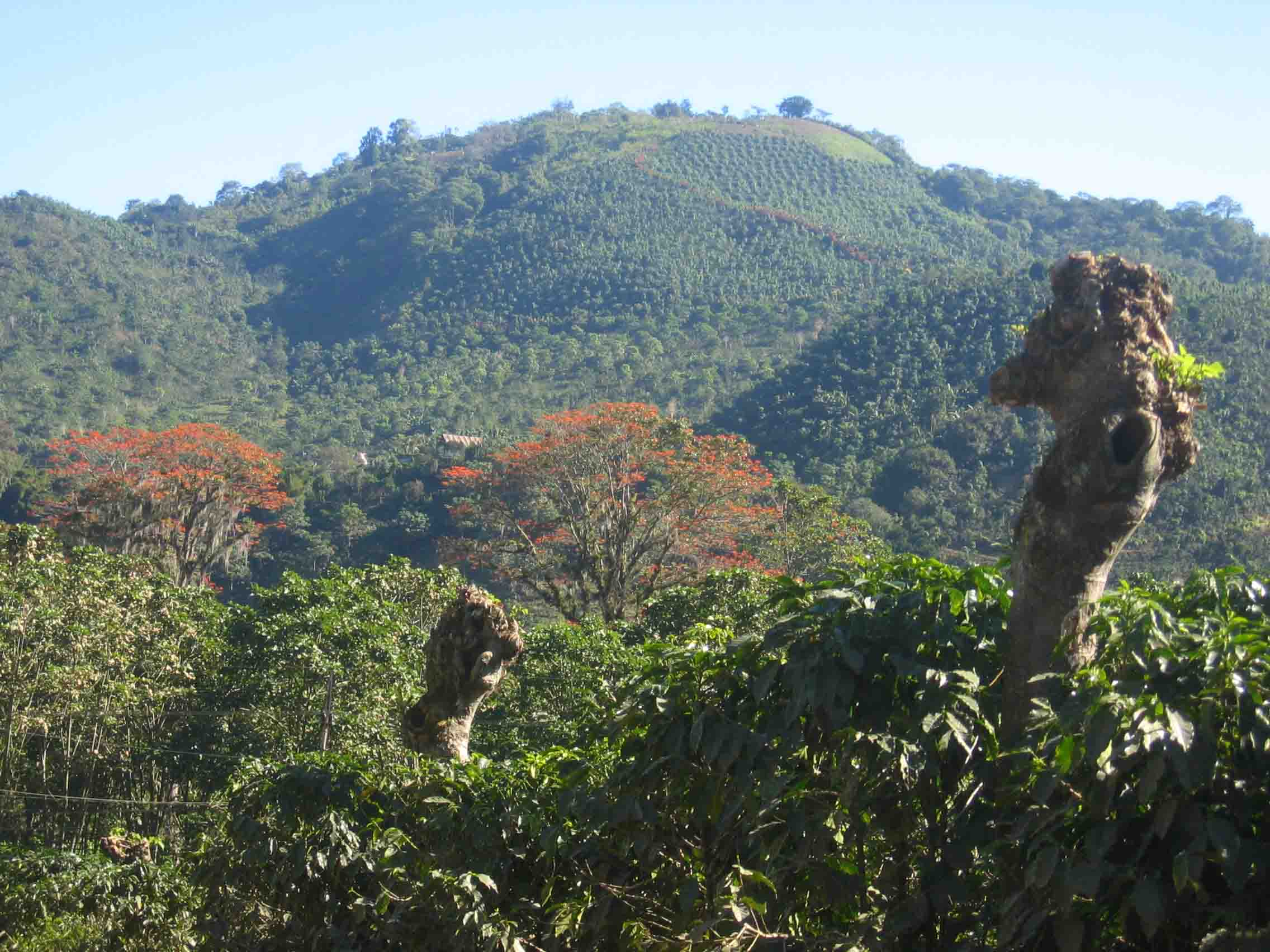
Schattenbaum auf einer Kaffeeplantage in Costa Rica

Als Schattenbaum bezeichnet man Bäume, die gepflanzt werden, um Schatten zu spenden.
Nicht verwechseln sollte man dies mit schattenliebenden Bäumen, die nicht Schatten spenden, sondern am besten im Schatten gedeihen.

## Geschichte in Kaffeeplantagen
Noch vor zirka 100 Jahren war es im Kaffeeanbau allgemein üblich, die Kaffeepflanzen durch größere Bäume beschatten zu lassen. Wild gewachsene Kaffeebäume findet man ebenfalls vor allem unter größeren Bäumen.
Im Zuge der Technisierung des letzten Jahrhunderts wurden jedoch immer mehr Schattenbäume gefällt, weil sie den Maschinen im Weg standen. Es wurden immer mehr händische Arbeiten durch Mechanisierung ersetzt.
In der letzten Zeit stellte man aber fest, dass man unter Schatten tendenziell mehr Ertrag hat, weswegen man nun wieder auf den Anbau unter Schatten zurückkommt.

## Heutige Landwirtschaft

### Kaffee
In der tropischen Landwirtschaft werden Schattenbäume eingesetzt, um Kulturpflanzen vor zu starker Sonneneinstrahlung zu schützen. Zum biologischen Anbau von Kaffee werden Plantagen mit Mischkulturen aus Kaffeepflanzen und Schattenbäumen angelegt. Beim ökologischen Anbau von Kaffee werden bevorzugt Bananen-, Grapefruit- und Avocadobäume, aber auch Eukalyptus, Ananas und Papaya verwendet. Ihre Aufgaben sind die Auflockerung des Bodens, der Schutz vor Erosion, Sonne und Wind. Weiters können sie in höheren Lagen die Unterschiede zwischen Tag und Nacht hinsichtlich Temperatur ausgleichen. Schattenbäume leisten daneben gemeinsam mit Bodenmulch auch Beiträge zur Unkrautbekämpfung und zur Pflanzengesundheit. Beobachtet wird dabei ein geringerer Bedarf an Dünger und weniger Erosion als beim stark industrialisierten, schattenlosen Anbau. Zudem reduzieren Schattenbäume die Verdunstung und damit die Bewässerungsintensität, was bei knapper werdenden Ressourcen ein wesentlicher Faktor ist. Wegen der geringeren Taubildung sinkt der Pilzdruck. Sind die Schattenbäume Leguminosen, besteht zudem auch fast keine Nährstoffkonkurrenz.
Trotz allem stehen Schattenbäume im maschinellen Landbau modernen Maschinen noch immer im Weg. Darum haben brasilianische Züchter Kaffeesorten gezüchtet, die auch ohne Schatten gut gedeihen.

### Kakao
Bei Kakaobäumen sind Schattenbäume im ökologischen Landbau ebenfalls vorgeschrieben.

### Teeanbau
Im Teeanbau spielen Schattenbäume bei jeder Anbaumethode eine Rolle.

## Ökologische Aspekte
Da Ökologie im Kaffeeanbau eine immer größere Rolle spielt, nimmt auch hier die Rolle von Schattenbäumen zu. Sie erlauben die Gestaltung natürlicher Lebensräume innerhalb landwirtschaftlich genutzter Flächen, was in schattenlosen Agrarregionen nicht möglich ist.
Wegen des großen Beitrags von Schattenbäumen zur Erhaltung von Singvogelarten wird auch ein Zertifikat namens Bird Friendly verliehen, welches jedoch wegen seiner Vergabepolitik umstritten ist. Es wird an Bauern mit hoher Schattenbaumdichte vergeben, aber nur, wenn diese nicht schon vorhanden waren, sondern extra angepflanzt werden.
Eine andere bekannte Bezeichnung ist Shade-grown coffee.

## Beispiele
Als Schattenbäume werden unter anderen verwendet:
- Bananen[6]: Die ja keine Bäume sind.
- Arecapalme[6]: Eine baumförmige Lebensform.
- Inga[6]
- Silver Tree (Leucadendron argenteum)[6]
- Sopota[6]